# Église du Christ-Roi d'Anvers
Pour les articles homonymes, voir Église du Christ-Roi.
L'église du Christ-Roi (en néerlandais Christus Koningkerk) est une paroisse d'Anvers dans le quartier Het Kiel et autrefois un musée d'art flamand.
Les bâtiments sont situés le long de la Jan Devoslei au centre d'Anvers sur les terrains de l'exposition internationale de 1930 (ou Exposition internationale coloniale, maritime et d'art flamand). 
Elle a été transformée en église de style roman-byzantin moderne par Jos Smolderen entre 1928 et 1930. En 1988, elle a été inscrite sur la liste des monuments protégés.